# Ceratozetella longispina
Ceratozetella longispina är en kvalsterart som beskrevs av Sandór Mahunka och Topercer 1983. Ceratozetella longispina ingår i släktet Ceratozetella och familjen Ceratozetidae. Inga underarter finns listade i Catalogue of Life.